# Ikon (zespół muzyczny)
Ikon – australijski zespół grający rock gotycki.
Chris McCarter i Dino Molinaro w 1991 założyli zespół o nazwie Ikon. Wpływ na ich muzykę mają zespoły takie jak Joy Division i New Order oraz muzyka postpunkowa. W roku 1994 Ikon podpisał kontrakt w Europie z Apollyon Records, a w 1996 z amerykańską Metropolis Records, dzięki której grupa zyskała znacznie większą publiczność spoza Australii. Ostatecznie pojechali w trasę koncertową po Europie, włączając w nią kilka występów na festiwalach muzyki gotyckiej: Wave-Gotik-Treffen, M'era Luna i Waves of Darkness. Dołączenie do zespołu Anthoniego Cornisha sprawiło, że Ikon jest uważany w Australii za największy gotycki eksport.
Ikon często gra koncerty w Australii, jak również w Niemczech, Belgii, Anglii, Włoszech, Szwajcarii, Danii i Norwegii razem z takimi zespołami jak: The Sisters of Mercy, HIM, London After Midnight, Soft Cell, Death in June, The Crüxshadows, The Mission.

## Dyskografia

### Albumy
- The Burden of History (2007)
- As Time Goes By (The original IKON) (2007)
- Destroying The World To Save It (2005)
- From Angels To Ashes (2003)
- On The Edge Of Forever (2001)
- Dawn Of The Ikonoclast (1999)
- This Quiet Earth (1998)
- The Final Experience (1997)
- Flowers For The Gathering (1996)
- A Moment In Time (1995)
- In The Shadow Of The Angel (1994)

### EP'ki
- Amongst the Runes (2008)
- League of Nations (2007)
- Psychic Vampires (2004)
- Ghost In My Head (1998)
- The Echos Of Silence (1994)

### Single
- "Without Shadows" (2007)
- "Rome" (2005)
- "Death By Dawn" (7" Single 2005)
- "I Never Wanted You" (2004)
- "Psychic Vampire" (2004)
- "Ceremony" (2003)
- "Afterlife" (2002)
- "Afterlife" (7" Single 2002)
- "Blue Snow Red Rain" (10" Single 2001)
- "The Shallow Sea Pt. 2" (2000)
- "The Shallow Sea Pt. 1" (2000)
- "Lifeless" (1999)
- "Reality Is Lost" (1999)
- "Subversion" (1998)
- "Life Without End" (1996)
- "In A Lonely Place" (1995)
- "Condemnation" (7" Single 1995)
- "The Echos Of Silence" (7" Single 1994)
- "Why" (7" Single 1992)

### Video
- Black Friday (Live at the Blackout Club, Rome, Italy) (2003)
- Twilight Zone (Live at Eurorock Belgium) (7" Single/2003)
- Tyranny of distance (Live in Australia) (2002)
- A Tale from the Darkside (Live in Berlin) (2001)
- Black Radio (Live at Esplanade Hotel, Melbourne) (2001)
- Black Radio (Live at Esplanade Hotel, Melbourne) (12" vinyl LP/1995)
- Thank you very much, good night (Live in Melbourne) (1994)
- Out of Balance, out of Tune (Live in Melbourne) (1993)

### Członkowie
- Chris McCarter – wokal, gitara
- Dino Molinaro – bass
- Anthony Cornish – gitara

### Byli członkowie
- Michael Carrodus – wokal
- Anthony Griffiths – wokal, gitara
- David Burns – perkusja
- Clifford Ennis – wokal, gitara